# Tiringueo
Tiringueo är en ort i Mexiko.   Den ligger i kommunen Tlapehuala och delstaten Guerrero, i den södra delen av landet, 200 km sydväst om huvudstaden Mexico City. Tiringueo ligger 277 meter över havet och antalet invånare är 974.
Terrängen runt Tiringueo är varierad. Runt Tiringueo är det ganska tätbefolkat, med 172 invånare per kvadratkilometer. Närmaste större samhälle är Ciudad Altamirano, 15,4 km nordväst om Tiringueo. Omgivningarna runt Tiringueo är en mosaik av jordbruksmark och naturlig växtlighet.